# Arctostaphylos pechoensis
Arctostaphylos pechoensis là một loài thực vật có hoa trong họ Thạch nam. Loài này được (Abrams) Dudley ex Abrams mô tả khoa học đầu tiên năm 1951.